# Clase Izumo (2015)
La Clase Izumo (DDH) es una serie de dos portaviones ligeros de la Fuerza Marítima de Autodefensa de Japón (JMSDF por sus siglas en inglés). Los buques de esta clase serán los mayores navíos de superficie de la Armada japonesa, como complemento a  los portahelicópteros de clase Hyūga. Desde finales de 2018 se están llevando a cabo modificaciones para poder operar aeronaves V/STOL F-35B.

## Construcción

### Etapa inicial
El Ministerio de Defensa (MOD por sus siglas en inglés) anunció primeramente sus planes para la nueva clase el 23 de noviembre de 2009. Su misión primaria sería la de buques de guerra antisubmarina, pero también se está estudiando su utilización en operaciones de socorro por desastres y mantenimiento de la paz. Los nuevos buques serían más avanzados que sus antecesores de clase Hyuga y sustituirán a los destructores de la clase Shirane.
El buque será capaz de operar hasta 14 helicópteros; sin embargo, tan solo se contemplan 7 helicópteros ASW y 2 helicópteros SAR como complemento aéreo. Para otras operaciones, también puede transportar 400 soldados y 50 camiones de 3,5 t (o equipo equivalente). La cubierta de vuelo dispone de 5 puntos de aterrizaje para helicópteros que permiten aterrizajes y despegues simultáneamente. Su hangar casi duplica en tamaño al de la clase Hyuga y podría albergar hasta 28 aeronaves. Está equipado para su defensa con 2 Phalanx CIWS y 2 SeaRAM. Los buques de esta clase estaban destinados a sustituir a los dos navíos Clase Shirane.
Observadores internacionales han informado acerca de algunos cambios de diseño con respecto a la clase anterior, realizados para operar el Bell-Boeing V-22 Osprey y los  Lockheed Martin F-35 Lightning II, aunque ni el MOD ni el buque han mencionado en ningún momento la posibilidad de introducir tales aeronaves permanentemente a bordo.
La construcción del primer buque de la Clase comenzó en 2011 en el astillero de  IHI Marine United en Yokohama. con una financiación total de 113.9 billones de yen (US$ 1500 millones) separados de antemano del presupuesto fiscal del 2010. La botadura de la segunda unidad de la clase está prevista para el año 2015.

### Reconversión
Siempre llamó la atención que pese al tamaño del hangar se albergara una cantidad extrañamente pequeña de aeronaves. Resultaba chocante que una Armada tan profesional como la japonesa realizara un uso tan irracional del espacio. En diciembre de 2018 el Gobierno aprobó la modificación de los dos buques de la clase Izumo en destructores multipropósito. Los dos buques han sido modificados en dos pasos, aprovechando los programas periódicos de reacondicionamiento y revisión que tienen lugar cada cinco años. Lo que el nombre de la modificación significaba era que se cambiaba ligeramente la forma de la cubierta y se reforzaba para soportar mayores temperaturas. En la práctica significaba que se adaptaban para operar los F-35B y pronto Japón hizo un pedido de 42 F-35B. Oficialmente los F-35B japoneses serán operados desde tierra por la Fuerza Aérea. El Ministerio de Defensa tiene previsto desplegar los F-35B en la base aérea de Nyutabaru, en el sureste de la isla de Kyushu y cerca del puerto base de los clase Izumo en Kure.
Otras reformas que deben hacerse son la remodelación interna e instalar la infraestructura necesaria para las operaciones del ala embarcada de F-35B. Esto incluirá poner a punto los ascensores de carga y espacio de almacenamiento para las armas y repuestos del F-35B. También parte de los trabajos es la adaptación del sistema de iluminación de la cubierta de vuelo y la instalación del Sistema Conjunto de Precisión de Aproximación y Aterrizaje (JPALS), para gestionar los aterrizajes en cubierta de los F-35B. La conversión en portaviones no cambiará la denominación oficial de los buques ya que el artículo 9 de la Constitución japonesa prohíbe las armas ofensivas, entre las cuales se incluyen los portaaviones. En China y otros países vecinos ha abierto viejas heridas ver a Japón equipado de nuevo con portaviones.
Los barcos llevarán un ala aérea embarcada de 10/12 F-35B además de helicópteros antisubmarinos. Es posible reforzar el número de F-35B embarcados y añadir Bell Boeing V-22 Osprey si es necesario. Las operaciones de aviones no deberían tener ningún problema ya que se cuenta con dos ascensores grandes y un espacioso hangar. Con la reforma se contará además con instalaciones de taller adicionales, los polvorines de habrán adaptado y se contará con todo el apoyo necesario para los F-35B y sus sistemas.
Por otro lado no hay que olvidar que también los F-35B van a operar desde 
buques diseñados para ello. Los buques de la clase América ,40,000 ton., y la clase Queen Elizabeth, 65.000 ton. Los Izumo son más pequeños con una cubierta no demasiado grande y espacios interiores menores. Todo ello hace difícil desplegar un número grande de aviones.

## Buques de la clase
En septiembre de 2011, el Asahi Shinbun informó que el Ministerio de defensa ha realizado una solicitud de presupuesto pidiendo fondos para la construcción de una segunda unidad planificada de la clase. Esto se desarrollará bajo el Programa de Importancia para la Defensa FY2011-2015.
| Vela    | Nombre | Puesto en grada      | Botado               | Asignado            | Puerto   |
| ------- | ------ | -------------------- | -------------------- | ------------------- | -------- |
| DDH-183 | Izumo  | 27 de enero de 2012  | 6 de agosto de 2013  | 25 de marzo de 2015 | Yokosuka |
| DDH-184 | Kaga   | 7 de octubre de 2013 | 27 de agosto de 2015 | 22 de marzo de 2017 | Kure     |